# Малоротый нитепёрый снэппер
Малоротый нитепёрый снэппер (лат. Pristipomoides sieboldii) — вид лучепёрых рыб семейства луциановых (Lutjanidae). Распространены в Индо-Тихоокеанской области. Максимальная длина тела 79 см.

## Описание
Тело удлинённое, несколько сжато с боков, относительно высокое; высота тела на уровне начала спинного плавника укладывается 3,1—3,8 раз в стандартную длину тела. Окончание верхней челюсти доходит до вертикали, проходящей через начало глаза. На обеих челюстях зубы в передней части немного увеличенные, конической формы; а внутренние зубы ворсинчатые. В передней части челюстей несколько мелких клыковидных зубов. Есть зубы на сошнике и нёбе. На сошнике зубы расположены в виде пятна ромбовидной или треугольной формы с длинным медиальным расширением в задней части. Есть зубы на языке. Межглазничное пространство плоское. На первой жаберной дуге 28—33 жаберных тычинок, из них на верхней части 9—12, а на нижней 19—22. Один спинной плавник с 10 жёсткими и 11 мягкими лучами. В анальном плавнике 3 жёстких и 8 мягких лучей. Жёсткая и мягкая части плавника не разделены выемкой. Последний мягкий луч спинного и анального плавников удлинённый, заметно длиннее остальных лучей. На верхней челюсти, мембранах спинного и анального плавников нет чешуи. Есть чешуя на жаберной крышке. Грудные плавники длинные с 16—17 мягкими лучами, их окончания доходят до анального отверстия. Хвостовой плавник серпообразный. В боковой линии от 69 до 74 чешуек. Ряды чешуи на спине идут параллельно боковой линии.
Тело и голова серебристые с лавандовым оттенком. На верхней части головы тёмные пятна, более выраженные у молодых особей. Край спинного плавника оранжевый. Хвостовой плавник пурпурного цвета; внутренние края плавника бледные.
Максимальная длина тела 79 см, обычно до 40 см. Максимальная масса тела 8,4 кг.

## Биология
Морские бентопелагические рыбы. Обитают над скалистыми грунтами на глубине от 140 до 360 м. В состав рациона входят мелкие рыбы, креветки, крабы, головоногие, полихеты и пелагические оболочники.
Впервые созревают при длине тела 28—33 см в возрасте 2—3 года

## Ареал
Широко распространены в Индо-Тихоокеанской области от восточного побережья Африки до Гавайских островов и от юга Японии до Австралии.

## Взаимодействие с человеком
В некоторых регионах является промысловой рыбой, особенно у берегов Японии и Гавайских островов. Ловят ручными и донными ярусами. Реализуются в свежем виде. Международный союз охраны природы присвоил этому виду охранный статус «Вызывающий наименьшие опасения».